# Panelstory
Pour plus de détails, voir Fiche technique et Distribution.
Panelstory est un film tchécoslovaque réalisé par Věra Chytilová, sorti en 1980.

## Fiche technique
- Titre français : Panelstory
- Réalisation : Věra Chytilová
- Scénario : Věra Chytilová et Eva Kačírková
- Musique : Jiří Šust
- Pays d'origine : Tchécoslovaquie
- Format : Couleurs - 35 mm - Mono
- Genre : comédie
- Durée : 96 minutes
- Date de sortie : 1980

## Distribution
- Lukás Bech : Pepík
- Antonín Vanha : grand-père
- Eva Kacírková : Marie
- Oldrich Navrátil : Franta
- Jirí Kodet : Actor
- Bronislav Poloczek : Josef
- Milan Klásek : le policier
- Ladislav Potmesil : Vondrácek
- Miluse Splechtová : Marta